# Miguel Enríquez
Miguel Humberto Enríquez Espinosa (Talcahuano, 27 de marzo de 1944-Santiago, 5 de octubre de 1974)fue un médico, político y revolucionario chileno, y uno de los fundadores, en 1965, del Movimiento de Izquierda Revolucionaria (MIR), organización que lideró desde 1967, hasta su asesinato en el marco de  un operativo montado por agentes de la DINA en 1974.

## Biografía

### Infancia y juventud
Hijo de Edgardo Enríquez, médico, profesor de anatomía y rector de la Universidad de Concepción entre 1969 y 1972, y Ministro de Educación del presidente Salvador Allende en 1973. Edgardo Enríquez Frödden había sido durante 25 años oficial de la Armada de Chile, con el grado de Capitán de Navío y director del Hospital Naval de Talcahuano. Su madre fue Raquel Espinosa Townsend, egresada de la Escuela de Derecho de la Universidad de Concepción, y dos de sus tíos fueron senadores de la República de Chile (Humberto Enríquez Frödden e Inés Enríquez Frödden— la primera mujer elegida diputada y la primera intendenta del país) elegidos por el Partido Radical.
Realizó sus estudios secundarios en el Liceo Enrique Molina Garmendia. En este último establecimiento, tanto en su curso como en otros, fue conociendo sucesivamente a varios futuros integrantes del MIR: a Marcello Ferrada de Noli en 1956, a Bautista van Schouwen en 1959 , y a Luciano Cruz en 1961. Sergio Pérez Molina, quien estudiaba en el Liceo de Coronel, fue otro temprano colaborador político de Enríquez al que conoció en 1964 en la Universidad de Concepción.
El triunfo de la revolución cubana produciría un gran impacto en él, sus compañeros y sus hermanos, uno de los cuales -Marco Antonio- integraría el Grupo Marxista Revolucionario (GMR), un grupo de estudios del marxismo y de corte trotskista. Miembros del GRM finalmente apoyarían movilizaciones, como las del paro nacional convocado por la CUT para el 7 de noviembre de 1960.
En 1961 se forma en la Universidad de Concepción un grupo de cinco estudiantes lidereados por Miguel Enríquez, y que ellos denominan Movimiento Socialista de Izquierda (MSI). Ellos eran Miguel y Marco Antonio Enríquez, Marcello Ferrada de Noli Jorge Gutiérrez y Bautista van Shouwen.
En 1962 Enríquez comenzó a militar en la Federación Juvenil Socialista (FJS) a la cual ingresó junto con Bautista van Schouwen. Se integran al núcleo «Espartaco», en el cual ya militaban desde el año anterior su hermano Marco Antonio y su amigo Marcello Ferrada de Noli, jefe de ese núcleo. Este núcleo Espartaco formaba parte del Regional de la Juventud Socialista de Concepción. Todos ellos, más Jorge Gutiérrez Correa, Claudio Sepúlveda y Pedro Valdés, forman paralelamente ese mismo año, y bajo el liderazgo de Enríquez, la fracción clandestina MSR («Movimiento Socialista Revolucionario»). 
Hacia 1963, su hermano Edgardo comienza a militar en la Federación Juvenil Socialista en Santiago, estableciendo más tarde junto a Andrés Pascal un núcleo similar al MSR de Concepción. En febrero de 1964 se materializa la marginalización del Partido Socialista por parte del grupo liderado por Miguel.Una parte de este grupo se integra por un corto lapso en la VMR (Vanguardia Marxista Revolucionaria), y al rompimiento de ésta algunos acudirán a participar en la fundación del MIR en agosto de 1965.
En 1967 Miguel Enríquez se traslada a Santiago para finalizar sus estudios de medicina en la Universidad de Chile. El 29 de enero de 1968, en una ceremonia privada y familiar realizada en Concepción, contrae matrimonio con Alejandra Pizarro Romero (24). En octubre de 1969 nacería Javiera Alejandra Enríquez Pizarro. El año siguiente, Enríquez se divorcia de Alejandra Pizarro. Posteriormente, inicia una relación con otra militante del MIR, Carmen Castillo Echeverría, hija del célebre arquitecto Fernando Castillo Velasco. Con ella tendría un hijo, Miguel Ángel Enríquez, nacido en Oxford (Inglaterra) bajo el nombre de Miguel Ángel Castillo. 

### Etapa universitaria
Enríquez ingresó a la carrera de Medicina en la Universidad de Concepción en marzo de 1961. Paralelamente a sus estudios universitarios, participaba en protestas y en diversas actividades de ayuda social. Durante el primer período de su vida universitaria forma con sus amigos un pequeño grupo de referencia llamado MSI (Movimiento Socialista de Izquierda), en cual se constituirá más tarde en una fracción (MSR) dentro de la Brigada Universitaria Socialista y en el núcleo «Espartaco» de la Juventud Socialista en Concepción. En las revistas «Revolución» y «Polémica Universitaria» en las que dirigía o participaba en su comité editor, él escribía y abogaba por un socialismo más radical. En Polémica Universitaria publica su análisis de 1966 «Revolución Universitaria».

### Ruptura con el Partido Socialista
Ya en marzo de 1963 había comenzado a liderar ideológicamente el trabajo fraccional al interior de la Juventud Socialista en Concepción. Enríquez tenía planificado hacer pública su renuncia al partido junto con otros militantes del Núcleo Espartaco durante el XX Congreso del Partido Socialista, para lo cual elaboraron un documento a presentar en el dicho congreso realizado en febrero de 1964. Sin embargo, el entonces secretario general, Raúl Ampuero, se enteró de la maniobra, y expulsó a Enríquez y a sus compañeros firmantes del documento rupturista que ya había circulado fraccionalmente. El documento, titulado «Insurrección Socialista», aparece firmado por veinte y tres jóvenes de Concepción y Santiago. De Santiago firmaban entre otros Dantón Chelén y Edgardo Enríquez; de Concepción firmaron todos los miembros estudiantiles del núcleo Espartaco de la Juventud Socialista de Concepción (Miguel Enríquez, Marco Antonio Enríquez, Marcello Ferrada, Jorge Gutiérrez y Bautista van Schowen)on la excepción de Martín Hernández, quién permaneció leal a las tesis oficialistas de Ampuero. El jefe del núcleo Espartaco, Ferrada de Noli, al momento de la ruptura en el congreso del P.S., ya se encontraba en instrucción militar en Cuba por acuerdo del grupo.

### Participación en VRM
Luego del los sucesos en torno al XX Congreso del PS, Miguel Enríquez continúa a consolidar el Movimiento Socialista Revolucionario a partir los jóvenes expulsados del PS y otros. En mayo de 1964 participó en el Primer Congreso de la Vanguardia Revolucionaria Marxista. Ante la inmediata división de la agrupación entre la VRM liderada por Benjamín Cares («pro-China») y la VRM «Rebelde», Enríquez optó por esta última, la cual posteriormente formaría el MIR. En el Congreso Latinoamericano de Estudiantes de Medicina, que se celebró en Concepción a fines de 1964, Enríquez trabaría contactos con miembros de los MIR de Venezuela y de Perú.

### Papel en la fundación del MIR

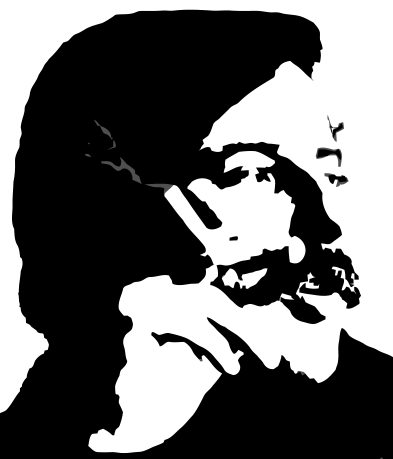
Miguel Enríquez.

Como integrante de la VRM «Rebelde», Enríquez sería un activo convocador al «Congreso de Unidad Revolucionaria» que se realizaría entre el 14 y el 15 de agosto de 1965 en Santiago. En este congreso constituyente se fundó el Movimiento de Izquierda Revolucionaria. El cual rechaza la teoría de la «vía pacífica» porque desarma políticamente el proletariado y por resultar inaplicable ya que la propia burguesía es la que resistirá, incluso con la dictadura totalitaria y la guerra civil, antes de entregar pacíficamente el poder.
La participación de Miguel Enríquez en el congreso constituyente consistió en exponer una tesis político-militar de la cual eran autores, junto a Miguel Enríquez («Viriato»), su hermano Marco Antonio («Bravo») y Marcello Ferrada de Noli («Atacama»). La tesis, titulada La conquista del poder por la vía insurreccional fue aprobada en el congreso de fundación. Miguel Enríquez fue elegido miembro de la primera dirección nacional del MIR como integrante del Comité Central.
En noviembre de 1965 fue proclamado por el MIR como candidato del Movimiento Universitario de Izquierda (que integraba al MIR, al Partido Socialista, al Partido Comunista y a sectores independientes de izquierda) a la presidencia de la Federación de Estudiantes de Concepción (FEC). El PC y el PS finalmente levantaron sus propias candidaturas y ganó la elección el Partido Demócrata Cristiano con 1.184 votos frente a los 810 del MUI.
A fines de ese mismo año, participó en el Segundo Congreso General del MIR, en Conchalí. En este sería reelegido como miembro del comité central. A inicios de 1966, Enríquez viaja a China integrando una delegación de la Federación de Estudiantes de Concepción. Allí y durante su viaje de regreso en Perú hace contactos con organizaciones laborales y políticas.

### Golpe de Estado y asesinato
Tras el Golpe Militar en septiembre de 1973, Miguel Enríquez y otros miembros del MIR rechazan la idea del asilo político en embajadas extranjeras y condenan el exilio del país. Luego, comienzan a organizar actividades clandestinas contra la dictadura de Augusto Pinochet. Tras el golpe, Enríquez pasa a ser uno de los más buscados por las autoridades. Su persecución termina cuando es asesinado el 5 de octubre de 1974, en lo que se informó como un enfrentamiento con agentes de la Dirección de Inteligencia Nacional (DINA) en la comuna de San Miguel, Santiago, en una casa de seguridad desde donde lideraba al MIR. Sin embargo, la familia y simpatizantes dudaban de la versión dada por la DINA, y denunciaban que en realidad no hubo un enfrentamiento, sino un homicidio. Y así lo determinó la justicia casi 45 años después unilateralmente y sin justificación: «Las diligencias y la información acumulada durante el desarrollo de esta investigación han permitido sostener que el aludido enfrentamiento no existió», dijo el juez Carroza.
En 2019 fueron condenados en un juicio los agentes de la DINA Miguel Krassnoff, Teresa Osorio y Rodolfo Concha (estos dos últimos como cómplices) por el homicidio de Enríquez, incriminación confirmada el 2022 por la Corte Suprema, la cual recalificó al delito como asesinato y elevó las penas de los condenados. Fue enterrado en el Cementerio General de Santiago. Tras su muerte, el Instituto Superior de Ciencias Médicas (ISCM-H), de La Habana, Cuba, bautiza a su nuevo hospital clínico como Dr. Miguel Enríquez Espinosa, en su honor.
A pesar de que algunos piensen que fue compuesto para Salvador Allende, en realidad el tema Yo pisaré las calles nuevamente del cantautor cubano Pablo Milanés le rinde homenaje al fundador del Movimiento de Izquierda Revolucionaria de Chile. El mismo músico dijo que escribió el tema el 5 de octubre de 1974, "veinte minutos después" de enterarse de la muerte del líder izquierdista a mano de las fuerzas de seguridad de la dictadura de Augusto Pinochet, en un barrio obrero de Santiago. La muerte de Enríquez ha sido reivindicada por varias organizaciones tales como Movimiento de Izquierda Revolucionaria, Frente Patriótico Manuel Rodríguez o el ERP como un ejemplo de lucha y entrega por causas sociales y políticas.

## Descendencia
- Con su esposa Alejandra Pizarro tuvo a Javiera Alejandra Enríquez Pizarro (1969).
- Con Manuela Gumucio tuvo a Marco Enríquez-Ominami  (nacido bajo el nombre de Marco Antonio Enríquez Gumucio; 12 de junio de 1973).
- Con Carmen Castillo Echeverría tuvo a Miguel Ángel Enríquez (nacido bajo el nombre de Miguel Ángel Castillo; 1974).